# Hypsicomus lyra
Hypsicomus lyra är en ringmaskart som beskrevs av Moore och Bush 1904. Hypsicomus lyra ingår i släktet Hypsicomus och familjen Sabellidae. Inga underarter finns listade i Catalogue of Life.